# Huevos Benedict

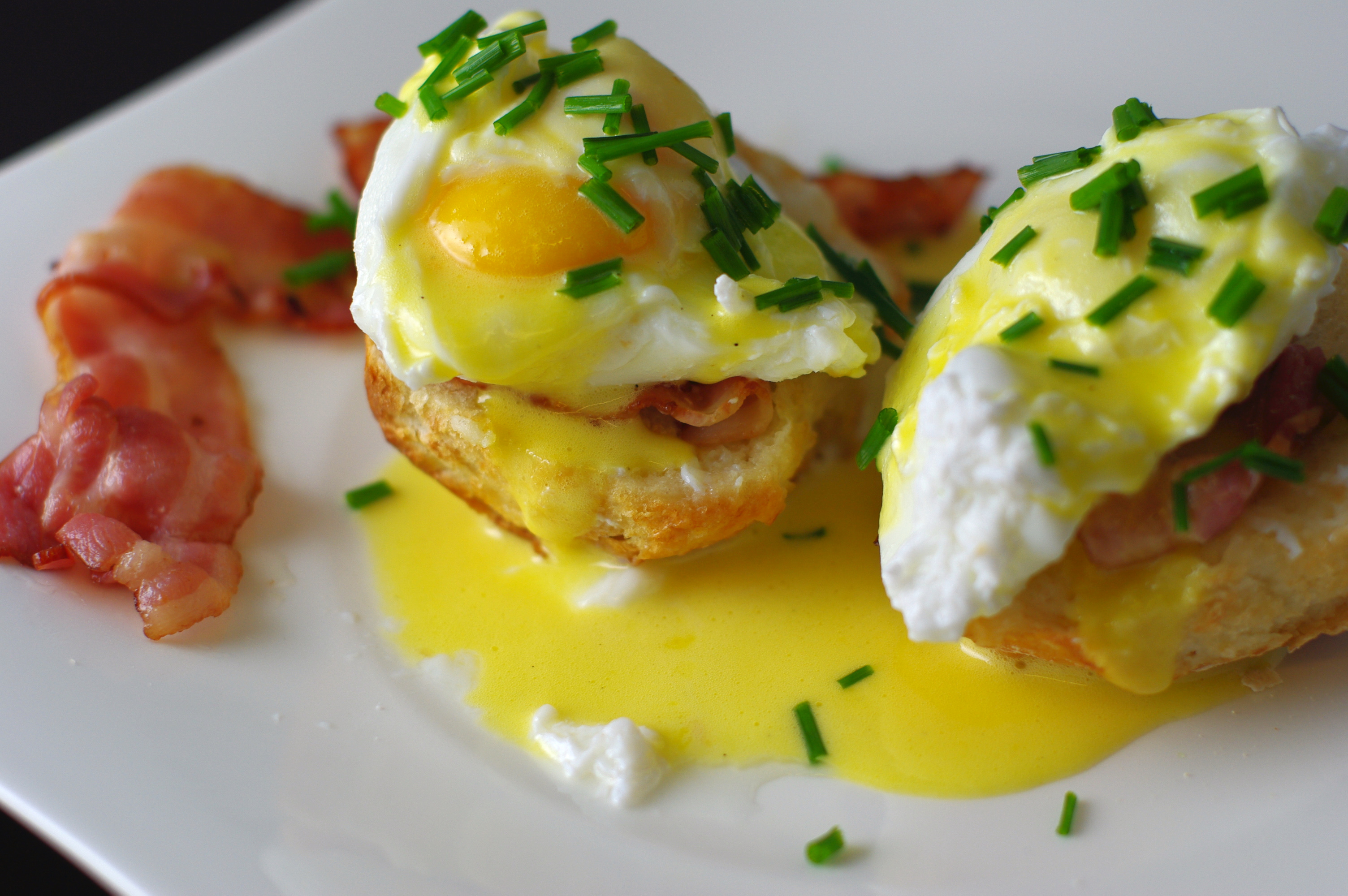
Huevos Benedict con panceta

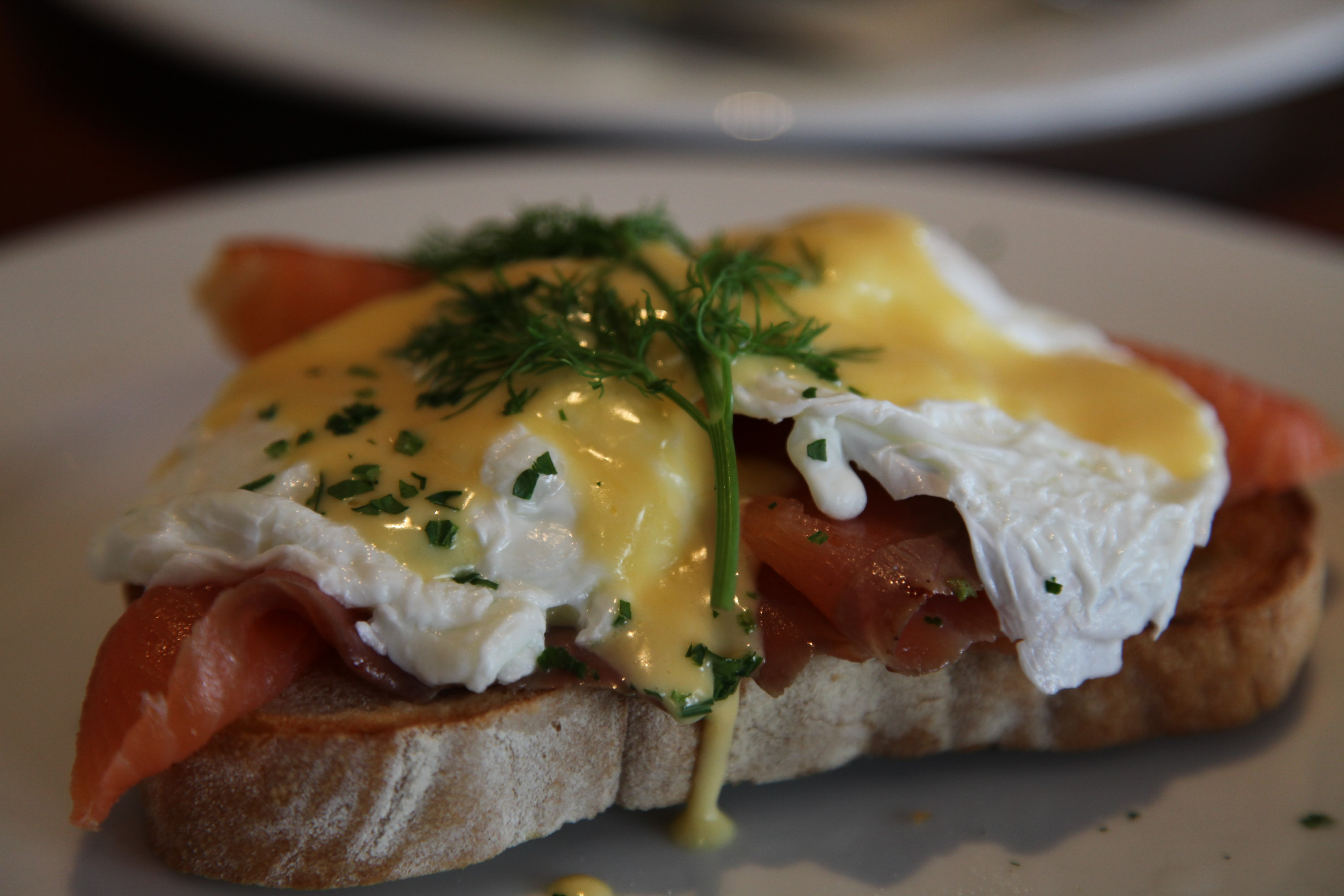
Una variante: huevos Benedict con salmón

Los huevos Benedict (en inglés, eggs Benedict), también conocidos como huevos benedictinos, son un plato anglosajón que consiste en dos mitades de un muffin inglés, un pan tostado o de otro tipo, generalmente cubiertos con jamón cocido, panceta o pastrami, huevos escalfados y la muy popular salsa holandesa.

## Origen

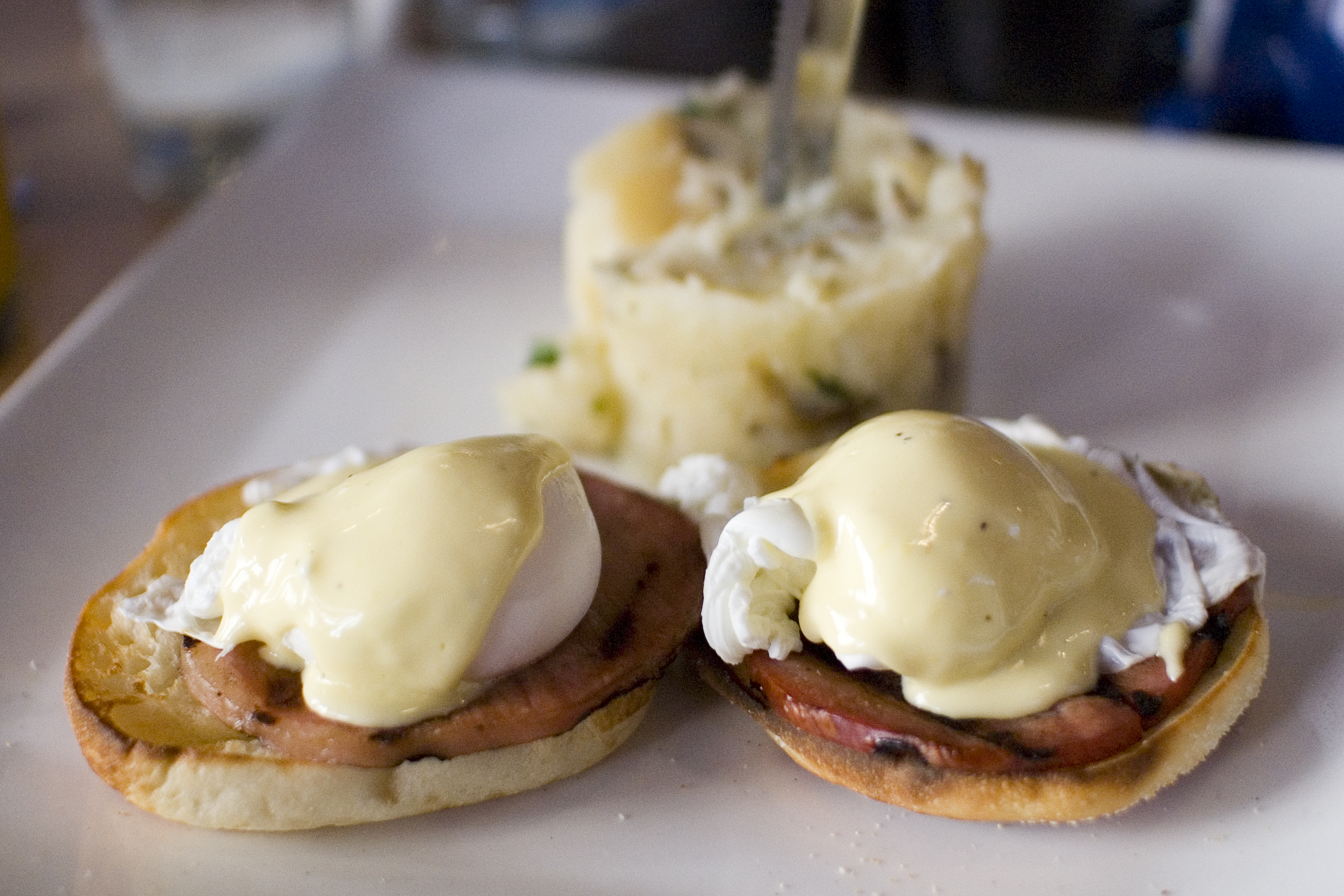
Huevos Benedict

Existen diferentes historias sobre el origen de los huevos Benedict.
En una entrevista realizada en la columna Talk of the Town del The New Yorker en el año 1942, el año antes de su muerte, Lemuel Benedict, un corredor retirado de Wall Street, reclamaba que en el lujoso  Hotel Waldorf una mañana en el año 1894 buscando remedio para la resaca, pidió «tostadas con mantequilla, huevos escalfados, panceta crujiente y salsa holandesa». Oscar Tschirky, el maître d'hôtel y conocido como el legendario «Oscar of the Waldorf», se impresionó por la petición y pronto lo incluyó en el menú de desayuno, pero sustituyendo la tostada por el muffin inglés.
Craig Claiborne en septiembre de 1967 escribió una columna en The New York Times Magazine sobre la carta recibida por Edward P. Montgomery, un estadounidense que residía en Francia. En ella, Montgomery relataba que el plato fue creado por el comodoro E.C. Benedict, un banquero que murió en el año 1920 a la edad de 86 años. Montgomery incluyó una receta para los eggs Benedict, mencionando que se la había enseñado su madre, quien la recibió de su hermano, que era, a su vez, amigo del comodoro.
Mabel C. Butler de Vineyard Haven, Massachusetts, en una carta de noviembre de 1967 impresa en el The New York Times Magazine, responde a Montgomery, contando la «verdadera historia, bien conocida por los parientes de la esposa de Le Grand Benedict», de quien ella fue una cliente. La historia reza así: Mr. y Mrs. Benedict, cuando vivían en Nueva York a finales de siglo, comían cada viernes en Delmonico's. Un día, la Sra. Benedict dijo al maitre d'hotel, «¿No tiene usted hoy algo nuevo y diferente que sugerirnos?», Y él les indicó huevos escalfados sobre una tostada de bagels ingleses y una tira de jamón, todo ello recubierto de salsa holandesa.